# NatWest
National Westminster Bank, connue sous le nom de NatWest, est une grande banque commerciale de détail au Royaume-Uni.

## Histoire
Elle a été créée en 1968 par la fusion de la National Provincial Bank (établie en 1833 en tant que National Provincial Bank of England) et Westminster Bank (établie en 1834 en tant que London County et Westminster Bank).
Westminster Bank possédait de 1913 à 1989, une filiale sous le nom de International Westminster Bank (en) (En 1913, elle porte le nom de London County and Westminster Bank (Paris) Limited ; en 1920, elle change pour London County Westminster and Parr's Foreign Bank Limited puis Westminster Foreign Bank Limited en 1923 et enfin International Westminster Bank Limited en 1973) avec des branches à Londres, en France, en Espagne et en Allemagne.

Logo de NatWest Group

Depuis 2000, National Westminster Bank fait partie du Royal Bank of Scotland Group qui est devenu NatWest Group en 2021.

## Activité
Traditionnellement considéré comme l'une des quatre grandes banques au Royaume-Uni, elle dispose d'un grand réseau de plus de 960 agences et 3 400 distributeurs automatiques à travers la Grande-Bretagne. Aujourd'hui elle a plus de 7,5 millions de clients personnels et 850 000 comptes de petites entreprises. En Irlande, elle opère à travers sa filiale bancaire Ulster Bank. NatWest Markets est sa division dédiée à la banque d'investissement.